# Rusizi

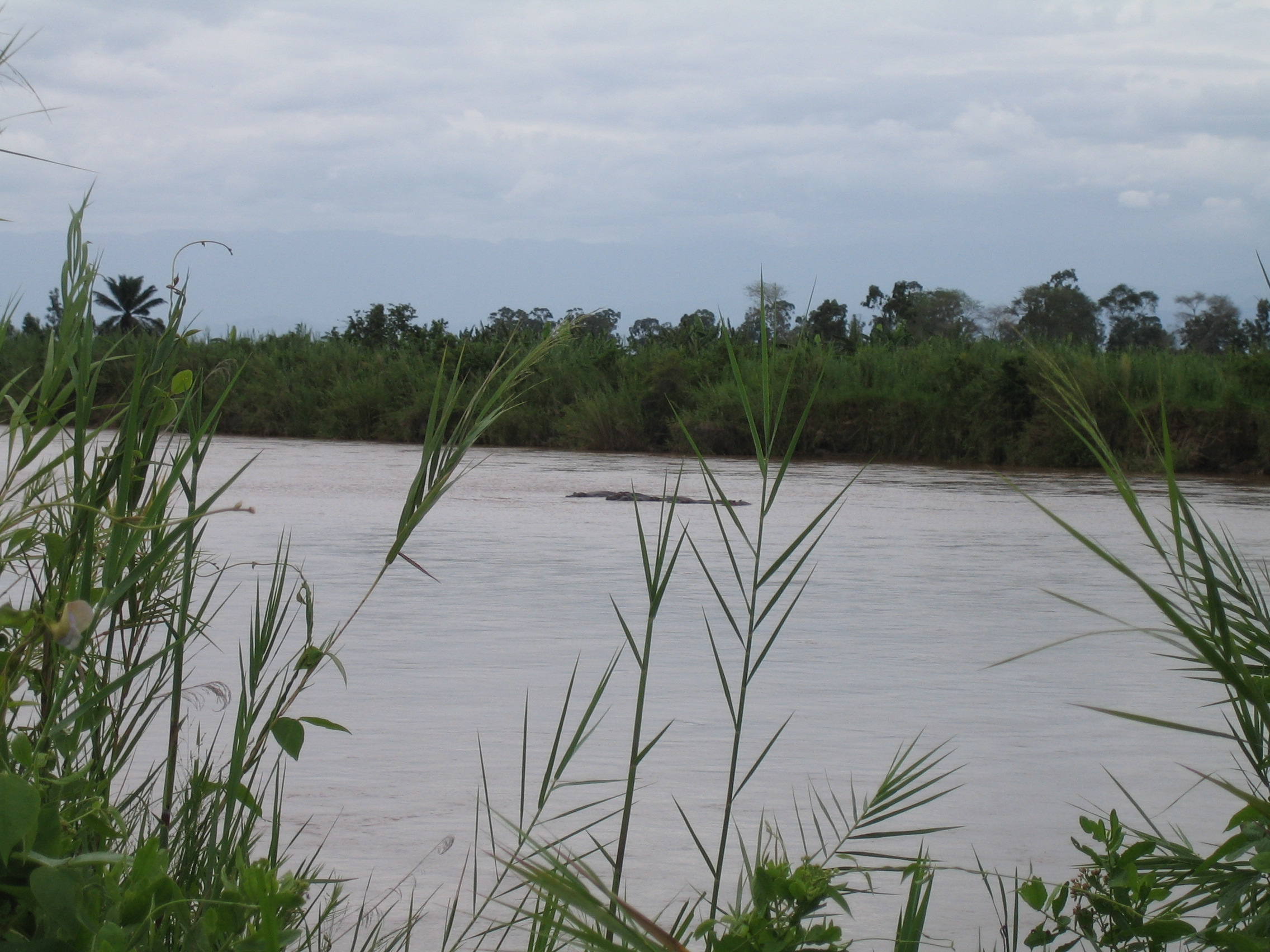
De Rusizi in Burundi

De Rusizi is een rivier in Centraal-Afrika en vormt de grens tussen de Democratische Republiek Congo
enerzijds en Burundi en Rwanda anderzijds. De rivier ontspringt aan het Kivumeer en mondt uit in het Tanganyikameer. De rivier is 117 km lang en kent een verval van 1460 tot 770 m boven zeeniveau. Het is echter vooral op de eerste 39 kilometer dat de rivier zich relatief steil naar beneden stort met een verhang van bijna 13 meter per kilometer (verval van 500 meter op 39 kilometer). In dit deel van de rivier bevinden zich twee waterkrachtcentrales; een derde is gepland. Bij Bugarama komt de rivier een brede relatief vlakke vallei terecht die ze voor de volgende 80 kilometer volgt om tussen Bujumbura en Uvinza uit te monden in het Tanganyikameer.

## Ontstaan
De Rusizi (met de huidige omvang) is een relatief jonge rivier. Ongeveer 10.000 jaar geleden ontstonden de Virunga Mountains aan de noordzijde van het huidige Kivumeer. De rivieren van het huidige stroomgebied van het Kivumeer konden niet meer afwateren naar het Edwardmeer, waardoor het waterpeil in het Kivumeer ging stijgen tot het een uitstroom vond naar het zuiden: de huidige Rusizi. Waarschijnlijk bestond er wel al een veel kleinere proto-Rusizi vooraleer de volledige uitstroom van het Kivumeer naar het zuiden werd afgeleid.

## Delta
Het deltagebied waardoor de Rusizi in het Tanganyikameer stroomt maakt deel uit van het
Reserve Naturelle de Rusizi in Burundi. Dit reservaat werd rond de millenniumwissel opgeschrikt door de aanwezigheid van Gustave, een zeer grote nijlkrokodil die volgens lokale verhalen tientallen mensen zou hebben gedood. Intussen is Gustave al jaren niet meer waargenomen door de lokale bevolking.
- Gemeinsame Normdatei: 4377912-8
- Virtual International Authority File: 234757335